# Ciudad de Dios: La lucha no para
Cidade de Deus: A Luta Não Para (en español: Ciudad de Dios: La lucha no para) es una serie de televisión brasileña estrenada en 2024. Protagonizada por Alexandre Rodrigues, Thiago Martins, Roberta Rodrigues, Sabrina Rosa, Edson Oliveira, Marcos Palmeira y Andréia Horta, está basada en la célebre película homónima de 2002.
La serie fue estrenada el 25 de agosto de 2024 en Max, y hasta el momento, consta de seis episodios en una temporada.

## Argumento
La serie muestra a Wilson «Rocket» Rodrigues haciendo realidad su sueño de convertirse en fotoperiodista dos décadas después de los acontecimientos de la película. Rocket regresa a las favelas, con el objetivo de documentar las disputas entre traficantes de drogas, policías, milicianos y políticos. 
El narcotraficante Bradock sale de prisión. Decide intentar recuperar el control del cerro de manos del jefe Curió, poniendo a los vecinos de Cidade de Deus en medio del fuego cruzado entre milicias, narcotraficantes y las autoridades de Río de Janeiro. Insatisfecha con la situación, la comunidad se une para evitar que suceda lo peor. Rocket, que ya no vive en CDD pero sigue siendo querido por los vecinos, sigue registrando la realidad allí con su inseparable cámara.

## Reparto
- Alexandre Rodrigues como Rocket
- Edson Oliveira como Barbantinho
- Thiago Martins como Bradock
- Roberta Rodrigues como Berenice
- Andréia Horta	como Jerusa
- Dhonata Augusto como Deiano
- Eli Ferreira como Ligia
- Sabrina Rosa como Cinthia
- Shirley Cruz como Martinha
- Luellem de Castro como Leka
- Kiko Marques como Reginaldo
- Victor Andrade como Geninho
- Marcos Palmeira como Curió
- Matheus Nachtergaele como Zanahoria

## Episodios
| N.º | Título       | Dirigido por | Escrito por                                                                             | Fecha de emisión original |
| --- | ------------ | ------------ | --------------------------------------------------------------------------------------- | ------------------------- |
| 1   | «Episodio 1» | Aly Muritiba | Renata Di Carmo Rodrigo Felha Sérgio Machado Aly Muritiba Armando Praça Estevão Ribeiro | 25 de agosto de 2024      |
| 2   | «Episodio 2» | Aly Muritiba | Renata Di Carmo Rodrigo Felha Sérgio Machado Aly Muritiba Armando Praça Estevão Ribeiro | 1 de septiembre de 2024   |
| 3   | «Episodio 3» | Aly Muritiba | Renata Di Carmo Rodrigo Felha Sérgio Machado Aly Muritiba Armando Praça Estevão Ribeiro | 8 de septiembre de 2024   |
| 4   | «Episodio 4» | Bruno Costa  | Renata Di Carmo Rodrigo Felha Sérgio Machado Aly Muritiba Armando Praça Estevão Ribeiro | 15 de septiembre de 2024  |
| 5   | «Episodio 5» | Aly Muritiba | Renata Di Carmo Rodrigo Felha Sérgio Machado Aly Muritiba Armando Praça Estevão Ribeiro | 22 de septiembre de 2024  |
| 6   | «Episodio 6» | Bruno Costa  | Renata Di Carmo Armando Praça Sérgio Machado Rodrigo Felha                              | 29 de septiembre de 2024  |

## Producción
En mayo de 2024, HBO anunció que se lanzaría una secuela de la película Ciudad de Dios como una serie de seis episodios. Ésta sigue adaptando las obras de Paulo Lins y sigue al fotógrafo Rocket interpretado por Alexandre Rodrigues. Varios miembros del elenco de la película, entre ellos el protagonista Rodrigues, volvieron a aparecer en la serie.

## Recepción de la crítica
La serie recibió críticas generalmente positivas de los críticos, quienes elogiaron la fidelidad a la película, la crítica social en el mundo actual y su elenco. 
En Rotten Tomatoes, la serie tiene un índice de aprobación del 83% basado en las reseñas de seis críticos, con una calificación promedio de 5.5/10. En Metacritic, tiene una puntuación de 53 sobre 100 basada en las reseñas de cuatro críticos, lo que indica «críticas mixtas o promedio».